# ロベルト・マルティネス
ロベルト・マルティネス・モントリウ（Roberto Martínez Montoliú, 1973年7月13日 - ）は、スペイン・カタルーニャ州バラゲー出身の元サッカー選手、サッカー指導者。現ポルトガル代表監督。現役時代のポジションはMF。

## 経歴

### 現役時代
現役時代は、スペイン国内ではレアル・サラゴサに在籍した経験を持つ。1993年6月20日のアトレティコ・マドリード戦でマルティネスと同じくこの試合がデビュー戦となったルイス・カルロス・クアルテーロとの交代出場でプロデビューを果たしたが、リーガ・エスパニョーラでのプレー経験はこの1試合のみに終わった。1995年7月25日、デイヴィッド・ウィーラン会長に誘われて、フリートランスファーでウィガン・アスレティックFCへ移籍。その後、マザーウェルFC、スウォンジー・シティAFCなどに所属し、2007年に現役を引退。

### 監督転身後
監督転身後は古巣スウォンジーを24年振りにフットボールリーグ・チャンピオンシップへ復帰させた。2009年6月からウィガンの監督を務め、2012-13シーズンには、FAカップで優勝し、クラブに初のタイトルをもたらしたが、リーグでは18位に終わり、チャンピオンシップ降格となった。
2013年6月5日、エヴァートンFCの監督に就任することが発表された。就任初年度の2013-14シーズンは、プレミアリーグでのクラブ史上最多勝点となる勝点72を記録し、チームを5位に導き翌シーズンのUEFAヨーロッパリーグ出場権を獲得した。2014年6月12日、クラブとの契約を2019年まで延長した。2015-16シーズンは、シーズン半ばから成績を悪化させ、2016年5月13日に解任された。
2016年8月3日、ベルギー代表の監督に就任した。2018 FIFAワールドカップでは、ベルギー代表史上初の3位という好成績を収めた。2018年のザ・ベスト・FIFAフットボールアウォーズの最優秀監督賞の候補11人にノミネートされた。しかし、2022 FIFAワールドカップでは、まさかのグループステージ敗退となってしまったため、ベルギー代表監督を退任。
2023年1月9日、ポルトガル代表の監督に就任した。

## 選手歴
- 1991-1994  レアル・サラゴサB
- 1993-0000  レアル・サラゴサ
- 1994-1995  CFバラゲー
- 1995-2001  ウィガン・アスレティックFC
- 2001-2002  マザーウェルFC
- 2002-2003  ウォルソールFC
- 2003-2006  スウォンジー・シティAFC
- 2006-2007  チェスター・シティFC

## タイトル

### 選手時代

#### クラブ
ウィガン・アスレティックFC
- フットボールリーグ・サードディビジョン : 1997
- フットボールリーグトロフィー : 1999

スウォンジー・シティAFC
- フットボールリーグトロフィー : 2006

### 指導者時代

#### クラブ
スウォンジー・シティAFC
- フットボールリーグ1 : 2008

ウィガン・アスレティックFC
- FAカップ : 2012-13

#### 個人
- プレミアリーグ月間最優秀監督：2012年4月

## 監督成績
| クラブ                     | 就任          | 退任          | 記録 | 記録 | 記録 | 記録 | 記録   |
| クラブ                     | 就任          | 退任          | 試合 | 勝ち | 分け | 負け | 勝率 % |
| -------------------------- | ------------- | ------------- | ---- | ---- | ---- | ---- | ------ |
| スウォンジー・シティAFC    | 2007年2月24日 | 2009年6月15日 | 126  | 63   | 37   | 26   | 50.00  |
| ウィガン・アスレティックFC | 2009年6月15日 | 2013年6月5日  | 175  | 51   | 47   | 78   | 29.1   |
| エヴァートンFC             | 2013年6月5日  | 2016年5月12日 | 143  | 61   | 39   | 43   | 42.7   |